# Manjushrimitra
Manjushrimitra (auch: Jampelshenyen; tib.: jam dpal bshes gnyen) war ein großer Mahayana-Gelehrter der buddhistischen Klosteruniversität von Nalanda. Er lebte ca. im 5./6. Jahrhundert.

## Philosophische Debatte mit Garab Dorje
Manjushrimitra ist dafür bekannt, dass er als großer Gelehrter, der alle Zweige der buddhistischen Lehre studiert hatte und der als einer der kenntnisreichsten buddhistischen Persönlichkeiten seiner Zeit galt, von einem siebenjährigen Knaben namens Garab Dorje in der philosophischen Debatte geschlagen wurde. In diesem Alter soll Garab Dorje, der Überlieferung zufolge, die buddhistischen Gelehrten des Königreiches von Oddiyana mit seinem überragenden Wissen und seiner tiefgründigen Weisheit derart verblüfft haben, dass der große Mahayana-Gelehrte Manjushrimitra eigens von der Universität Nalanda in Indien nach Oddyana reiste, um den Knaben in einer Debatte über buddhistische Philosophie zu schlagen. Manjushrimitra konnte in diesem Streitgespräch, in dem Garab Dorje die Vereinbarkeit mit und Überlegenheit der Lehre des Dzogchen gegenüber den klassischen Mahayana-Lehren darlegte, keinen Ansatzpunkt finden, um Garab Dorjes Lehre zu widerlegen.

## Schüler von Garab Dorje
Manjusrimitra erkannte die besondere Bedeutung der von Garab Dorje dargelegten Lehre und realisierte, dass nur ein außergewöhnliches Wesen in der Lage sei, eine solche Lehre zu übertragen. Daraufhin bereute er, Garab Dorje herausgefordert zu haben, und bat den Jungen, sein Schüler werden zu dürfen. Garab Dorje legte ihm die Lehren des Dzogchen vollständig dar und beauftragte Manjusrimitra eine Abhandlung über die Debatte anzufertigen. Auch wenn die genauen Lebensdaten Garab Dorjes und Manjusrimitras unbekannt sind, lässt sich diese bis heute erhalten gebliebene Schrift, wenn man ihren Stil und die darin erwähnten philosophischen Sichtweisen zugrunde legt, ungefähr auf das 5./6. Jahrhundert n. Chr. datieren. Des Weiteren stellte Manjushrimitra alle Lehren, die Garab Dorje übermittelte, in einem dreiteiligen System (die drei Serien des Dzogchen: Semde, Longde und Manngagde) zusammen. Als Hauptschüler Garab Dorjes war es Manjusrimitra, der die von Garab Dorje initiierte Dzogchen-Übertragungslinie
weiterführte und an Sri Singha übertrug. Manjusrimitra war überdies ein wichtiges Bindeglied bei der Übertragung des Mahayoga-Zyklus über Yamantaka von Indien nach Tibet.

## Dzogchen in Tibet
Die von Manjushrimitra systematisierte Dzogchen-Übertragung wurde im 8. Jahrhundert n. Chr. von Padmasambhava, Vimalamitra und Vairocana, allesamt Schüler von Sri Singha, mit der Einführung des Buddhismus in Tibet etabliert. Aus dieser Zeit geht die Nyingma-Schule des tibetischen Buddhismus hervor, in der Dzogchen als höchste und bedeutendste tantrische Lehre gilt. In Tibet existierte bereits davor eine, von der Übertragung von Garab Dorje unabhängige, Dzogchen-Lehre in der Bön-Tradition, die auf den Lehrer Shenrab Miwoche zurückgehen soll. Auch wenn man die Lehren des Dzogchen historisch diesen zwei religiösen Traditionen zuordnen kann, überschreiten sie aufgrund ihrer Unmittelbarkeit den Kontext religiöser Konzepte.